# Nakajima A1N
Le Nakajima A1N était un avion militaire de l'entre-deux-guerres, utilisé comme avion de chasse embarqué par la Marine impériale japonaise. C'était en fait un avion britannique Gloster Gambet construit sous licence par Nakajima. Il ressemblait beaucoup au Gloster Gamecock. Il était appelé modèle 3 par la Marine impériale japonaise. Il était construit en grande partie en aluminium afin de combiner légèreté et grande résistance structurelle.